# 東山白山神社
東山白山神社（ひがしやまはくさんじんじゃ）は、岐阜県高山市若達町にある神社。

## 社史
社伝によると、養老2年（718年）に創建されたと伝わる。もしくは養老4年（720年）に泰澄により創建。高山市で最も古い神社とされ、高山市に鎮座する東山神明神社、錦山神社と並ぶ東山三社の一つとされる。
元は町の中央の安川通り（現・国道158号）にあったが、天正14年（1585年）飛騨高山藩初代藩主・金森長近により城下町を造営するにあたり、現在地に奉遷された。現・社地は高山城の鬼門に位置し鬼門除けの意味もあり金森氏からの崇敬を受けたとされる。
円空作と伝わる思惟菩薩像を所蔵する。

## 祭神
東山白山神社祭神
- 伊佐那岐尊
- 伊邪那美尊
- 菊理姫命

## 摂末社
天満天神
- 祭神 ： 菅原道真

倉稲魂神
- 祭神 ： 倉稲魂命

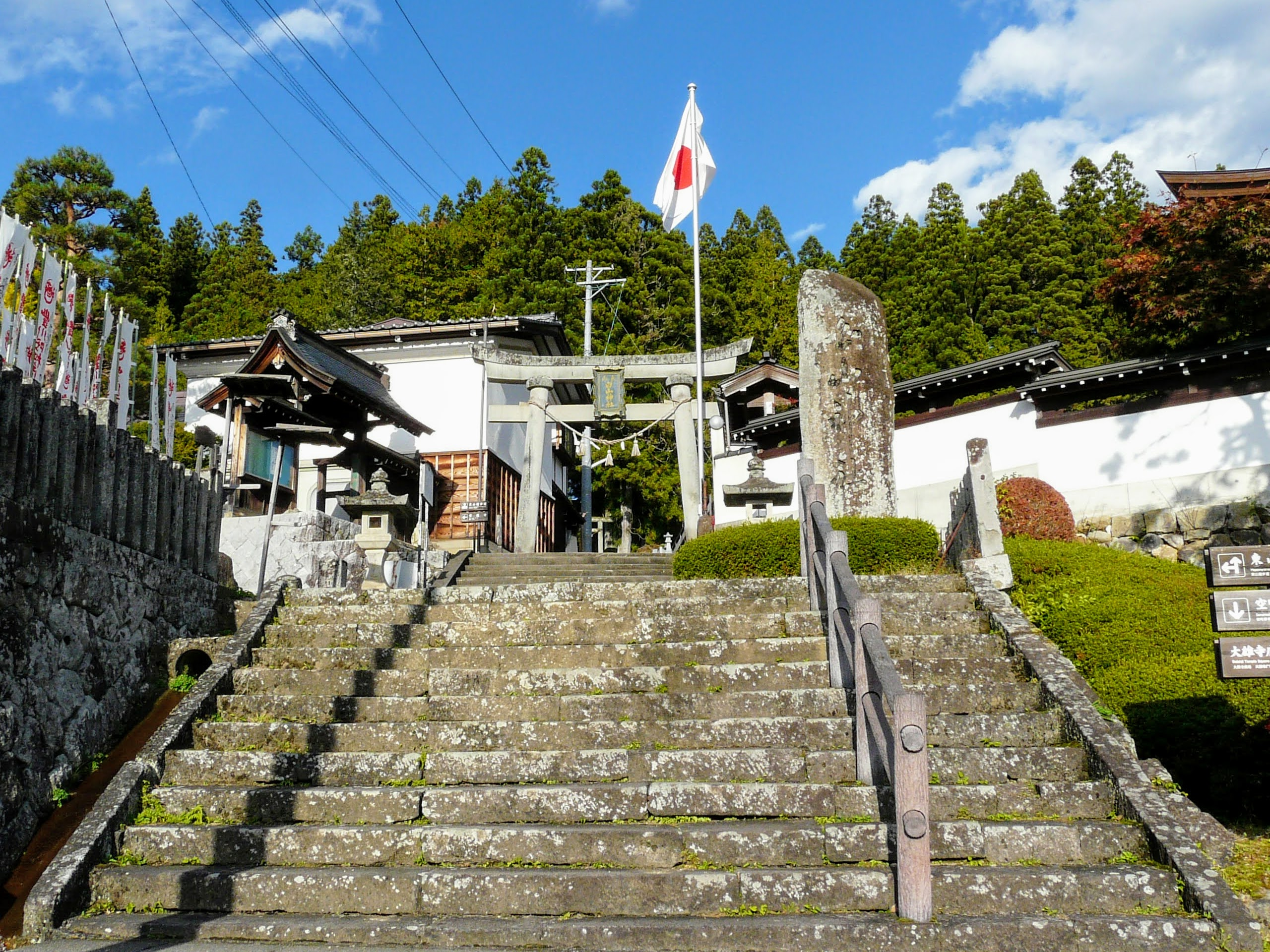
参道入口の一ノ鳥居
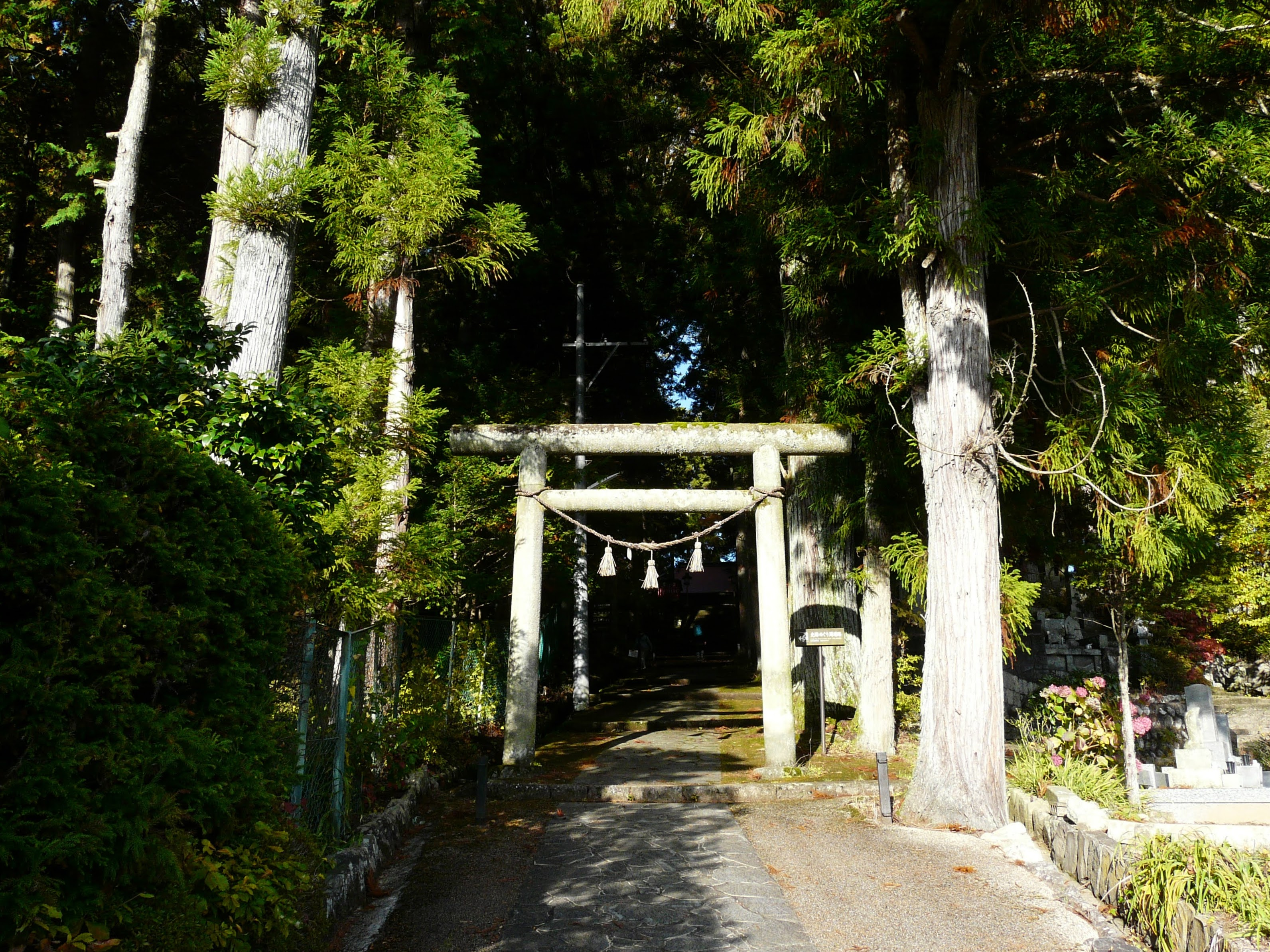
二ノ鳥居
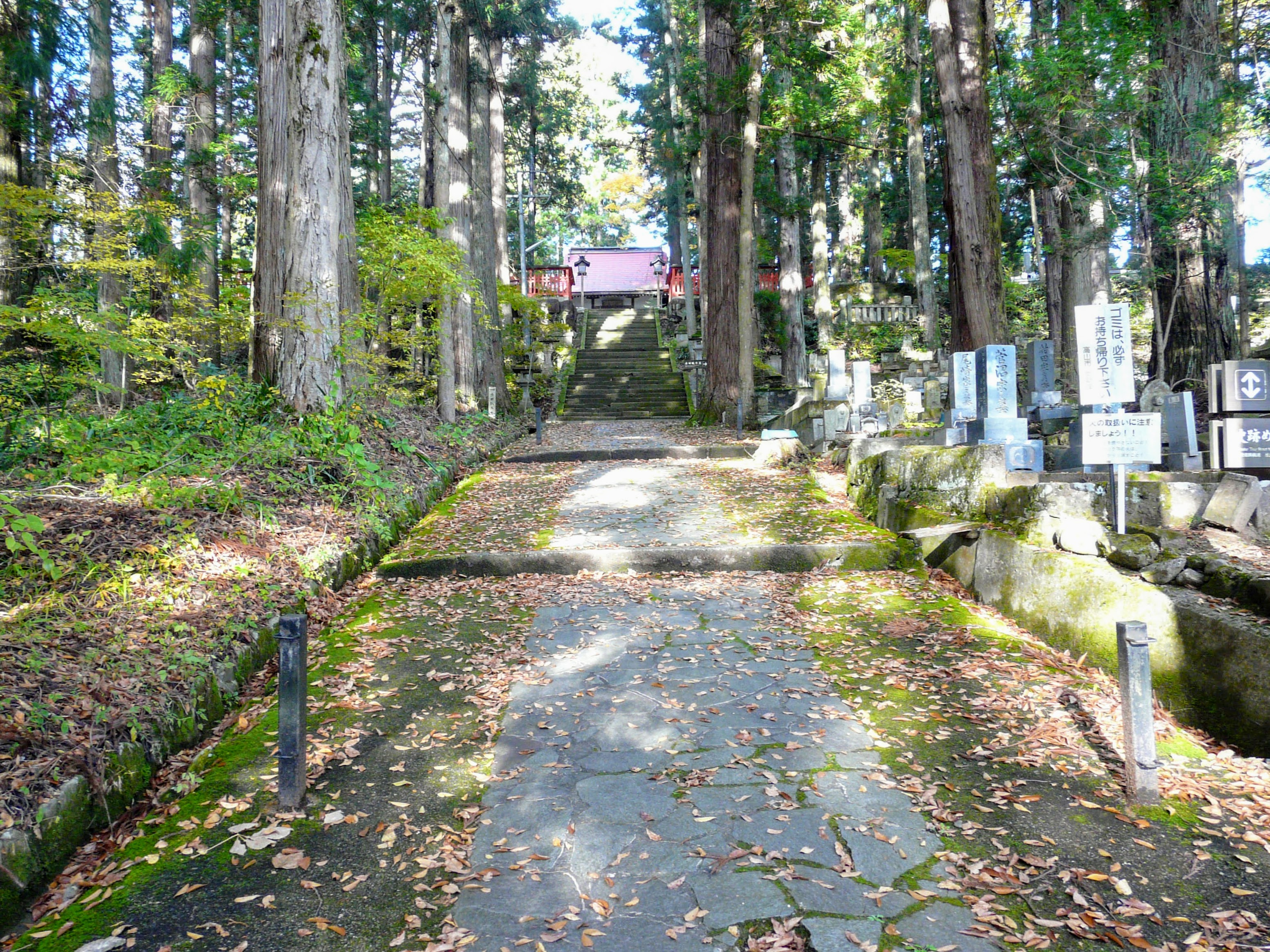
二ノ鳥居を超えてからの参道

## 文化財
岐阜県指定文化財
重要有形民俗文化財
指定名称：高山祭屋台 - 1959年3月10日指定。
毎年5月5日に例祭で使用される屋台は神楽台と呼ばれ、弘化4年（1847年）建造されている。
高山市指定文化財
有形民俗文化財
指定名称： 東山白山神社神輿　附 土蔵、雑費簿、御輿倉庫図 - 2007年11月28日指定 。
明治前期に造られた鳳凰や飛龍が施された豪華な八角形の神輿で、底部の板書き（棟札）に、1882年（明治15年）1月新調、1924年（大正13年）4月改修と記されている。附の土蔵は、史料「明治17年　神輿蔵新築雑費簿」によると1884年（明治17年）に専用の神輿蔵として新築されたと記されている。
彫刻
指定名称：円空作思惟菩薩像 - 昭和36年8月12日指定。
像高75 cm、幅41 cm。貞享3年（1686年）に、円空が初めて飛騨入りし丹生川村千光寺に留錫。2度目は元禄3年（1690年）とされる。このことから、像はそのいずれかの期間に制作したと考えられる。菩薩像は歯痛の観音、または智恵の観音として崇敬されている。現在、像は飛騨高山まちの博物館に寄託。